# 青木洋
青木 洋（あおき よう、1949年 - ）は、日本のヨットマン。大阪府出身。
日本人として初めて自作したヨット『信天翁（あほうどり）二世号』で、単独世界一周に成功した最小艇としてギネスブックに登録された。現在は、大阪府田尻町のりんくうタウンで、マリーナと青木ヨットスクールを運営している。

## 経歴
- 1949年、大阪府に生まれる。
- 1971年6月13日、大阪府石津港から自作ヨット『信天翁二世号』により単独で世界一周（東回り）へ出航した。アメリカに向け太平洋横断を目指した。
- 1973年1月22日、南アメリカ最南端のホーン岬を日本人で初めてヨットで越える。
- 1974年7月28日、3年と45日ぶりに帰港。自作ヨットによる単独航海で日本初の世界一周に成功した[1]。また、世界一周に成功した最小のヨットの記録としてギネスブックに掲載される。
- 1985年、「青木ヨット株式会社」を設立し、ヨット・ボートの販売修理業を開始する。
- 1995年、田尻漁業組合から業務委託を受け、田尻漁港マリーナの運営管理を開始する。
- 1997年、アメリカ・セーリング協会（A.S.A.）の認定を受け、田尻マリーナに「青木ヨットスクール」を開校する。
- 2005年、運営する田尻漁港マリーナが、漁港として全国で初めて「たじり海の駅」として国土交通省の登録を得る。
- 2011年、海の駅ネットワークの副理事長に就任する。
- 2013年、名古屋市立大学22世紀研究所の特任教授に就任する。

## 信天翁二世号

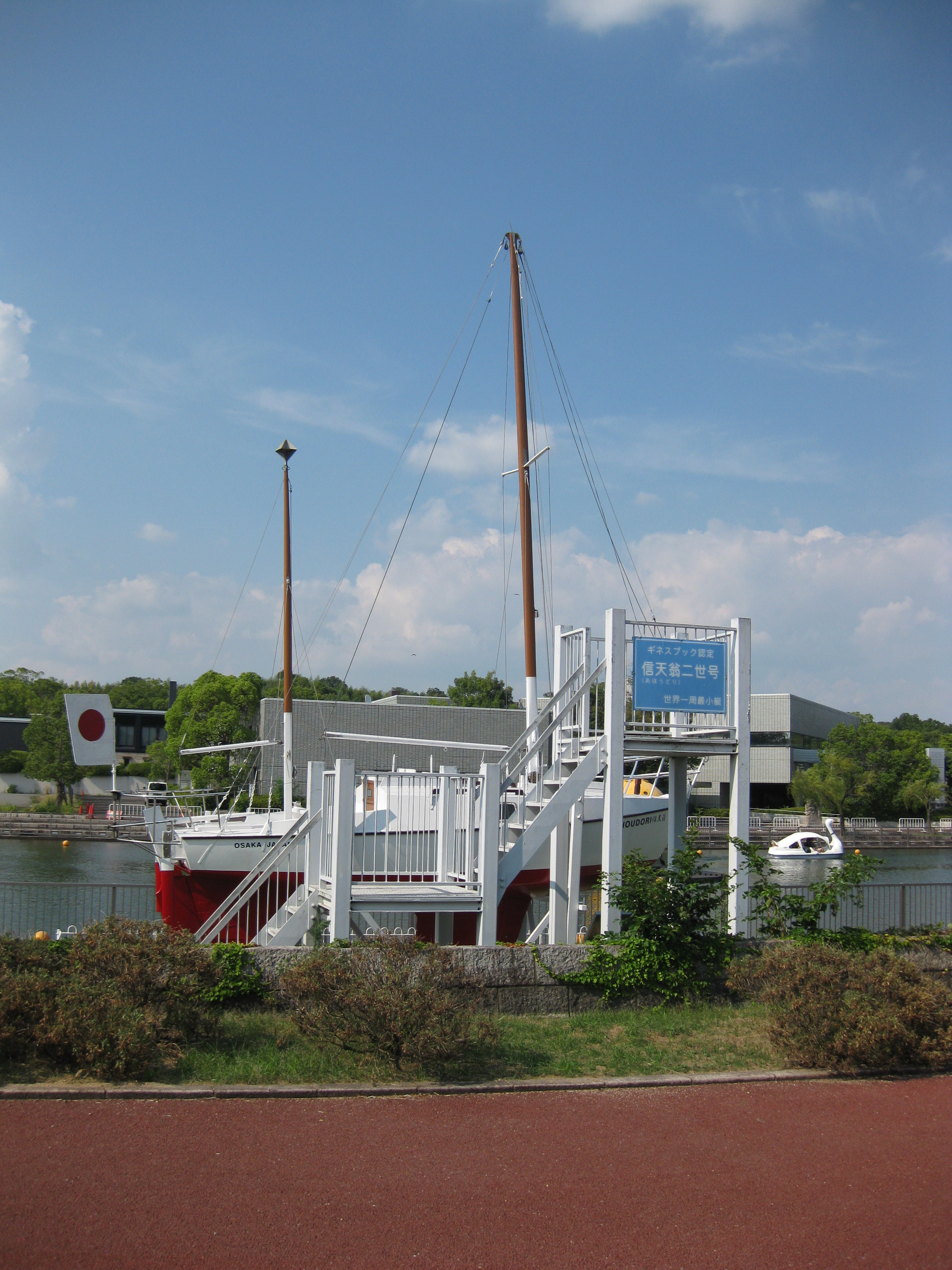
万博記念公園に保存されている信天翁二世号

『信天翁二世号（あほうどりにせいごう）』は、木の骨組みにベニア板を張り付けて、青木が1年10か月間をかけて自宅の庭で建造した、全長6.3m、幅2mの手作りヨットである。ちなみに「信天翁」とはアホウドリのこと。
現在、万博記念公園に保存展示されている。

## 青木ヨットスクール
大阪田尻、沖縄（宜野湾市）、横須賀（マリーナ・ヴェラシス）、愛知（ラグナマリーナ）、岡山（牛窓ヨットハーバー）の5校があり、卒業生は2,400人を超える。

## 著書
- 海と僕の信天翁（PHP研究所）
- インナーセーリング1（舵社）
- インナーセーリング2（舵社）
- インナーセーリング3（舵社）